# Toni Šunjić
Toni Šunjić (* 15. Dezember 1988 in Mostar) ist ein bosnisch-herzegowinischer Fußballspieler. Er steht seit 2024 beim HŠK Zrinjski Mostar unter Vertrag.

## Karriere

### Verein
Šunjić spielte von 2007 bis 2012 mit HŠK Zrinjski Mostar in der Premijer Liga. In der Saison 2008/09 wurde er mit dem Klub bosnischer Meister. Zur Saison 2010/11 wurde Šunjić zum belgischen Erstligisten KV Kortrijk ausgeliehen. Sein Debüt gab er am 19. September 2010, dem 7. Spieltag, bei der 0:3-Niederlage gegen den RSC Anderlecht. Nach einem weiteren Jahr in Mostar wechselte er im Februar 2012 in die ukrainische Premjer-Liha zu Sorja Luhansk. Im Juli 2014 schloss er sich dem FK Kuban Krasnodar an.
Am 27. August 2015 wechselte Šunjić zum VfB Stuttgart. Sein erstes Spiel in der Bundesliga bestritt er am 4. Spieltag bei der 1:2-Auswärtsniederlage gegen Hertha BSC, bei der er sein erstes Bundesligator für den VfB erzielte. Im Achtelfinalspiel des DFB-Pokals gegen Eintracht Braunschweig köpfte er in der 118. Minute das Tor zum 3:2-Sieg.
Am 20. Januar 2017 wurde Šunjić vom VfB Stuttgart bis zum Ende der Saison 2016/17 an US Palermo verliehen. Zur Spielzeit 2017/18 wechselte er zum FK Dynamo Moskau. 2020 ging er dann nach China, wo er von Beijing Guoan gleich nach Henan verliehen wurde. Henan Songshan Longmen verpflichtete ihn nach Ende der Leihe fest. Am 6. Februar 2024 ist er von Henan Songshan Longmen zum HŠK Zrinjski Mostar ablösefrei gewechselt.

### Nationalmannschaft
Šunjić absolvierte zehn Spiele für die U21 von Bosnien-Herzegowina. Sein Debüt in der A-Nationalmannschaft absolvierte er am 15. August 2012 im Länderspiel gegen Wales, als er beim 2:0-Sieg in der 71. Minute für Boris Pandža eingewechselt wurde.
Bei der Weltmeisterschaft 2014 war Šunjić in den beiden abschließenden Spielen der Gruppe F über die volle Spieldistanz für Bosnien und Herzegowina im Einsatz.

## Erfolge
- Bosnischer Pokalsieger: 2008
- Bosnischer Meister: 2009